# Sân bay Kim Loan Châu Hải
Sân bay Kim Loan Châu Hải (tiếng Trung: 珠海金湾机场, tên giao dịch tiếng Anh: Zhuhai Jinwan Airport) là một sân bay ở Châu Hải, Quảng Đông, Trung Quốc (IATA: ZGSD, ICAO: ZUH).

## Các hãng hàng không và các điểm đến
| Hãng hàng không         | Các điểm đến                                                                                   |
| ----------------------- | ---------------------------------------------------------------------------------------------- |
| Air China               | Bắc Kinh-Thủ đô, Thành Đô                                                                      |
| China Eastern Airlines  | Thượng Hải - Phố đông                                                                          |
| China Southern Airlines | Bắc Kinh-Thủ đô, Trường Sa, Thành Đô, Quý Dương, Hải Khẩu, Thượng Hải-Phố Đông, Vũ Hán, Tây An |
| Juneyao Airlines        | Thượng Hải - Phố đông                                                                          |
| Kunpeng Airlines        | Nam Xương, Trịnh Châu                                                                          |
| Okay Airways            | Tam Á, Thiên Tân                                                                               |
| Shandong Airlines       | Tế Nam, Nam Ninh, Ôn Châu, Hạ Môn                                                              |
| Shanghai Airlines       | Thượng Hải - Hồng Đào                                                                          |
| Spring Airlines         | Thượng Hải - Hồng Đào                                                                          |
| West Air                | Trùng Khánh                                                                                    |
| Xiamen Airlines         | Hải Khẩu, Hạ Môn                                                                               |